# Idioma albanés
El albanés (en albanés: gjuha shqipë, lengua albanesa; /ˈɟuˌha ˈʃciˌpə/) es una macrolengua indoeuropea hablada por unos 5 a 6 millones de personas, la mayor parte de ellas en Albania, en el estado con reconocimiento limitado de Kosovo, siendo en ambos países el albanés el idioma mayoritario, y en Macedonia del Norte como idioma minoritario. Existen también comunidades albanoparlantes en Montenegro, Grecia e Italia. El dialecto hablado en este último país se conoce como arbëreshë.

## Clasificación
El primer libro escrito conservado en albanés que se conoce es Meshari ('Misario'), escrito por el clérigo católico Gjon Buzuku en 1555.
En la década de 1850 se demostró que el albanés es un idioma adriático, y constituye actualmente el único sobreviviente de su rama dentro de la familia de las lenguas indoeuropeas, descendiente de una lengua paleobalcánica. 
En las clasificaciones actuales de la familia de lenguas indoeuropeas, el albanés se agrupa en la misma rama indoeuropea que el mesapio, una lengua testimoniada en la Edad de Hierro en Apulia, Italia, lo cual está respaldado por la evidencia lingüística fragmentaria disponible que muestra innovaciones características comunes y una serie de correspondencias léxicas significativas entre las dos lenguas, y notablemente dentro de la clasificación centum-satem ambas presentan la retención (parcial) del triple contraste protoindoeuropeo para las oclusivas dorsales, que se limita solo a ellas entre las lenguas históricas de los Balcanes y el mar Adriático (una característica similar también es evidente en el luvita de las lenguas anatolias y en el armenio). 

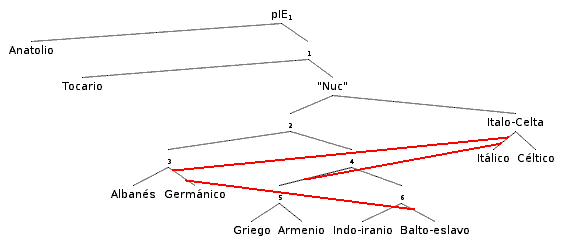
Red filogenética para las lenguas indoeuropeas, que muestra una posible relación lingüística entre el albanés y el germánico. Las líneas rojas indican ramas de contacto lingüístico no estrechamente emparentadas.

Por otra parte, estudios del vocabulario derivado del protoindoeuropeo y usando técnicas de la lingüística cuántica encontraron que la rama albanica puede estar estrechamente relacionado con las lenguas germánicas y que junto formarían un grupo más amplio denominado «germano-albanés» similar al grupo ítalo-celta que une a las lenguas itálicas con las lenguas celtas. Sin embargo estos grupos «amplios» generalmente no son aceptados por muchos lingüistas ya que requieren más evidencias lingüísticas para probarlos.

### Estatus oficial
El dialecto tosco es el oficial en Albania. El albanés es uno de los idiomas oficiales de la parcialmente reconocida República de Kosovo, de algunos cantones de Macedonia del Norte y de algunas comunas del sur de Italia.

### Dialectos

Las variedades de guego, tosco, arbanita y arbërésh.

El albanés es un idioma que está dividido en diversos dialectos agrupados en dos grupos dialectales: el guego (gheg) y el tosco (tosk), este último oficial en Albania. La frontera tradicional entre ambos grupos dialectales ha sido el río Shkumbin: el guego se habla al norte del río y el tosco, al sur.
Ambos grupos se diferencian tanto en rasgos fonológicos como en rasgos léxicos. En Italia, las comunidades de origen albanés establecidas desde fines del siglo XV hablan un subdialecto del tosco llamado arbëreshë. También el arbanita, muy extendido durante el siglo XIX en Grecia, es un subdialecto tosco.

## Fonología
El albanés tiene siete vocales: /i ɛ a ə ɔ y u/ y 29 fonemas consonánticos. El dialecto guego tiene vocales largas y nasales.

### Vocales
|              |              | anterior | anterior | central | posterior |
| ------------ | ------------ | -------- | -------- | ------- | --------- |
| cerrada      | cerrada      | i [i]    | y [y]    |         | u [u]     |
| media        | media        |          |          | ë [ə]   |           |
| casi abierta | casi abierta | e [ɛ]    |          |         | o [ɔ]     |
| abierta      | abierta      |          |          | a [a]   |           |

| Fonemas | Escritos como... | Pronunciación como en...        |
| ------- | ---------------- | ------------------------------- |
| /i/     | i                | sí                              |
| /ɛ/     | e                | francés mère                    |
| /a/     | a                | la                              |
| /ə/     | ë                | inglés about (schwa)            |
| /ɔ/     | o                | lo                              |
| /y/     | y                | francés du o ü en alemán Müller |
| /u/     | u                | tú                              |

### Consonantes
A continuación hay una tabla con la descripción fonética de las consonantes del albanés. La ortografía y comparativas de su pronunciación se muestran en cursiva entre corchetes:
|             |          | Labial | Dental | Alveolar | Post- alveolar | Palatal | Velar   | Glotal |
| ----------- | -------- | ------ | ------ | -------- | -------------- | ------- | ------- | ------ |
| Nasal       | Nasal    | m [m]  |        | n [n]    |                | nj [ɲ]  |         |        |
| Oclusiva    | sorda    | p [p]  |        | t [t]    |                |         | k [k]   |        |
| Oclusiva    | sonora   | b [b]  |        | d [d]    |                |         | g [g]   |        |
| Africada    | sorda    |        |        | c [t͡s]   | ç [t͡ʃ]         | q [c͡ç]  |         |        |
| Africada    | sonora   |        |        | x [d͡z]   | xh [d͡ʒ]        | gj [ɟ͡ʝ] |         |        |
| Fricativa   | sorda    | f [f]  | th [θ] | s [s]    | sh [ʃ]         |         |         | h [h]  |
| Fricativa   | sonora   | v [v]  | dh [ð] | z [z]    | zh [ʒ]         |         |         |        |
| Aproximante | lateral  |        |        | l [l]    |                |         | ll [lˠ] |        |
| Aproximante | central  |        |        |          |                | j [j]   |         |        |
| Vibrante    | simple   |        |        | r [ɾ]    |                |         |         |        |
| Vibrante    | múltiple |        |        | rr [r]   |                |         |         |        |
Comentarios:
- Las africadas se pronuncian como un sonido (un oclusivo y un fricativo en el mismo punto).
- Las oclusivas palatales q y gj se encuentran también en húngaro (aunque con los dígrafos gy y ty respectivamente).
- La nasal palatal nj se corresponde al sonido de la letra ñ del español.
- El sonido ll es una lateral velarizada, similar a la ele catalana o a la "dark l" inglesa, en la palabra mill.
- El contraste entre la vibrante r y rr es idéntico al español.

### Vocabulario y muestras de pronunciación
- Albanés: shqip /ʃcip/ (shkip)
- Hola: Tungjatjeta /tun ɟat 'jɛ ta/ (tun-gya-TIE-ta) Oír
- Adiós: Mirupafshim /mi ɾu 'paf ʃim/ (mi-ru-PAF-shim) Oír
- Por favor: Ju lutem /ju 'lu tɛm/ (iU LU-tem) Oír
- Gracias: Faleminderit /fa lɛ min dɛ 'ɾit/ (fa-le-min-DE-rit) Oír
- Esa / ese: atë /a 'tə/ (A-t(e)) Oír
- ¿Cuánto?: sSa është? /'sa əʃ tə/ (SA esh-t)
- Inglés: anglisht /an 'gliʃt/ (an-GLISHT) Oír
- Sí: po /pɔ/ (PO) Oír
- No: jo /jɔ/ (iÓ) Oír
- Perdón: më fal /mə 'fal/ (me FAL) Oír
- No entiendo: nuk kuptoj /nuk 'kup tɔj/ (nuk kup-TOi) Oír
- ¿Dónde está el baño?: Ku është banjoja? /ku əʃ 'tə 'ba ɲɔ ja/ (ku ESH-t ba-ÑO-ia) Oír
- Brindis: gëzuar /gə zu aɾ/ (gue-SU-ar) Oír
- ¿Habla inglés?: Flisni Anglisht? /flis ni an 'gliʃt/ (flis-ni an-GLISHT) Oír
- Nieve: dëborë (dévore)

### Comparación léxica
Los numerales en diversas variedades de albanés son:
| GLOSA | Guego    | Tosco     | Tosco                  | Tosco    | Albanés antiguo | PROTO- ALBANÉS   |
| GLOSA | Qosaj    | Mandritsa | Albanés estándar       | Arbërësh | Albanés antiguo | PROTO- ALBANÉS   |
| ----- | -------- | --------- | ---------------------- | -------- | --------------- | ---------------- |
| '1'   | nji, njâ | ni        | një ɲə                 | një      | nja             | *enja <*ainja    |
| '2'   | dy       | gju       | dy dy                  | di       | do              | *duwa            |
| '3'   | tre      | tri       | tre tɾɛ                | tre      | tre             | *treje           |
| '4'   | katër    | kátrë     | katër ˈkatəɾ           | kartë    | katërë          | *kátur           |
| '5'   | pês      | pésë      | pesë ˈpɛsə / pɛːs      | pesë     | pensë           | *penće           |
| '6'   | gh'asht  | g'áshtë   | gjashtë ˈɟaʃtə / ɟaːʃt | gjashtë  | gjaštë          | *seks-ti         |
| '7'   | shtat    | shtátë    | shtatë ˈʃtatə / ʃtaːt  | shtatë   | statë           | *septa-ti        |
| '8'   | tet      | tétë      | tetë ˈtɛtə / tɛːt      | tetë     | tetë            | *aktō-ti         |
| '9'   | nân(dë)  | nëndë     | nëntë ˈnəntə / nəːnt   | nëntë    | nandë           | *nendi <*neun-ti |
| '10'  | dhet     | zjétë     | dhjetë ˈðjɛtə / ðjɛːt  | dhjetë   | ðjetë           | *deþti <*deć-ti  |

## Albanólogos ilustres
Algunos lingüistas eminentes que han centrado sus estudios en el albanés han sido Johann Georg von Hahn, Franz Bopp, Gustav Meyer, Norbert Jokl, Eqrem Çabej, Stuart Edward Mann, Carlo Tagliavini, Wacław Cimochowski, Eric Pratt Hamp, Agnija Desnickaja y el sociolingüista Gjovalin Shkurtaj, director del Departamento de Lingüística de la Universidad de Tirana.

## Otras representaciones
- Braille albanés[8]

| Tinta | Braille | Tinta | Braille | Tinta | Braille | Tinta | Braille | Tinta | Braille | Tinta | Braille | Tinta | Braille | Tinta | Braille | Tinta | Braille |
| ----- | ------- | ----- | ------- | ----- | ------- | ----- | ------- | ----- | ------- | ----- | ------- | ----- | ------- | ----- | ------- | ----- | ------- |
| a     |         | b     |         | c     |         | ç     |         | d     |         | dh    |         | e     |         | ë     |         | f     |         |
| g     |         | gj    |         | h     |         | i     |         | j     |         | k     |         | l     |         | ll    |         | m     |         |
| n     |         | nj    |         | o     |         | p     |         | q     |         | r     |         | rr    |         | s     |         | sh    |         |
| t     |         | th    |         | u     |         | v     |         | x     |         | xh    |         | y     |         | z     |         | zh    |         |